# 恋文 LOVE LETTER
『－恋文－ LOVE LETTER』（こいぶみ ラブ・レター）は、1998年2月4日にリリースされた薬師丸ひろ子のスタジオ・アルバム。発売元はファンハウス（現・ソニー・ミュージックレーベルズ）。規格品番はFHCF-2409。

## 概要
帯コピー：新しい抒情がここにある。
オリジナルとしては、1991年発売の『PRIMAVERA』以来およそ7年ぶりとなるアルバム。当時芸能活動30周年を迎えた阿久悠が書き下ろした短編集「恋文」をモチーフとし、様々な恋物語のワン・シーンを歌ったコンセプトアルバムで、全曲の作詞も阿久が手掛けている。
M-6「友情関係」の冒頭部、物語のきっかけとなる会話には玉置浩二が参加している。
シングル「交叉点 〜そう それがそう〜」、「恋文 〜哀愁篇〜」とそのカップリング曲を含む全9曲が収録されている。

## 収録曲
| 全作詞: 阿久悠。 |                                |           |            |          |      |
| #                | タイトル                       | 作詞      | 作曲       | 編曲     | 時間 |
| 1.               | 「ネクタイ」                   | 阿久悠    | 斉藤恒芳   | 斉藤恒芳 | 4:22 |
| 2.               | 「Heaven's Song 〜愛の繭〜」   | 阿久悠    | 勝木ゆかり | 有賀啓雄 | 5:19 |
| 3.               | 「PHONE 〜お返事〜」           | 阿久悠    | 有賀啓雄   | 有賀啓雄 | 4:46 |
| 4.               | 「交叉点 〜そう それがそう〜」 | 阿久悠    | 玉置浩二   | 有賀啓雄 | 5:10 |
| 5.               | 「消えた年月」                 | 阿久悠    | 有賀啓雄   | 有賀啓雄 | 4:27 |
| 6.               | 「友情関係」                   | 阿久悠    | 池上智庸   | MAꓘKEN   | 5:23 |
| 7.               | 「恋文 〜哀愁篇〜」            | 阿久悠    | 勝木ゆかり | 佐孝康夫 | 4:50 |
| 8.               | 「卒業式から」                 | 阿久悠    | 佐孝康夫   | 佐孝康夫 | 4:36 |
| 9.               | 「再会橋」                     | 阿久悠    | 勝木ゆかり | 澤近泰輔 | 5:18 |
| 合計時間:        | 合計時間:                      | 合計時間: | 合計時間:  | 44:11    |      |

## シングル

### 概要
「恋文 〜哀愁篇〜」（こいぶみ あいしゅうへん）は、ファンハウス移籍第2弾シングル。アルバム『恋文 LOVE LETTER』からの先行リリース作品。S.E.N.S.によるプロデュースとなっている。薬師丸のシングルとしては通算17作目。

### 収録曲
| 全作詞: 阿久悠、全作曲: 勝木ゆかり。 |                                           |           |            |          |      |
| #                                    | タイトル                                  | 作詞      | 作曲・編曲 | 編曲     | 時間 |
| 1.                                   | 「恋文 〜哀愁篇〜」                       | 阿久悠    | 勝木ゆかり | 佐孝康夫 | 4:52 |
| 2.                                   | 「再会橋」                                | 阿久悠    | 勝木ゆかり | 澤近泰輔 | 4:43 |
| 3.                                   | 「恋文 〜哀愁篇〜」(オリジナル・カラオケ) | 阿久悠    | 勝木ゆかり | 佐孝康夫 | 4:53 |
| 4.                                   | 「再会橋」(オリジナル・カラオケ)          | 阿久悠    | 勝木ゆかり | 佐孝康夫 | 4:41 |
| 合計時間:                            | 合計時間:                                 | 合計時間: | 19:09      |          |      |